# Armando Temperani Pereira
Armando Temperani Pereira (Santa Maria, 22 de agosto de 1910 — Porto Alegre, 4 de junho de 1991) foi um político, advogado e economista brasileiro.
Filho de Eugênio Pereira e de Ida Temperani Pereira, foi eleito, em 3 de outubro de 1954, deputado estadual pelo PTB, para a 39ª Legislatura da Assembleia Legislativa do Rio Grande do Sul, de 1955 a 1959. Anteriormente, foi vereador em Porto Alegre e deputado estadual entre 1955 e 1959. Seu mandato foi cassado em abril de 1964 após a promulgação do Ato Institucional Número Um, passando a dedicar-se aos negócios com terrenos e automóveis. Recuperou os direitos políticos em 1979 e voltou à administração direta do Ministério da Educação e Cultura em julho do ano seguinte.
Um de seus filhos, Temperani Pereira Júnior, foi candidato à prefeitura de Porto Alegre no pleito municipal de 1996.

## Vida pessoal
Era casado com Alda de Sousa Pereira, sendo pai de dois filhos. Faleceu aos 80 anos de idade, em 4 de junho de 1991.